# Stonnington City
Koordinaten: 37° 51′ S, 145° 2′ O

Stonnington City ist ein lokales Verwaltungsgebiet (LGA) im australischen Bundesstaat Victoria. Stonnington gehört zur Metropole Melbourne, der Hauptstadt Victorias. Das Gebiet ist 26 km² groß und hat etwa 100.000 Einwohner.
Stonnington grenzt am Nordostende an das Stadtzentrum von Melbourne, die Nordgrenze bilden Yarra River und Gardiners Creek. Die City enthält neun Stadtteile: South Yarra, Prahran, Windsor, Toorak, Armadale, Kooyong, Glen Iris, Malvern und Malvern East. Der Sitz des City Councils befindet sich in Malvern im Zentrum der LGA.
Stonnington ist vorwiegend Wohngebiet und verfügt über zahlreiche alte Gebäude aus der frühen Siedlungszeit Victorias in der zweiten Hälfte des 19. Jahrhunderts. South Yarra gehört zu den exklusivsten Wohngegenden Melbournes. Die City hat außerdem zahlreiche Gärten und Parkanlagen.
Daneben ist hier der Einzelhandel stark vertreten mit mehreren bekannten Einkaufsstraßen, z. B. Toorak Village, Chapel Street.
Im 1927 errichteten Kooyong Stadium fanden bis 1987 die Australian Open statt, bevor sie in den größeren Melbourne Park umzogen.
Laut den Daten aus einer Zählung des Australian Bureau of Statistics (ABS) aus dem Jahre 2016 beträgt der Anteil der Einwohner, die nicht in Australien geboren wurden, 39,2 Prozent, was weit über dem Durchschnitt Australiens liegt. Die meisten nicht in Australien geborenen Einwohner stammen aus der Volksrepublik China, England, Indien, Neuseeland und Griechenland. Dem Zensus folgend wird in 26,7 Prozent der Haushalte kein Englisch gesprochen. Die meistgesprochenen Sprachen in diesen Haushalten sind Griechisch, Kantonesisch, Italienisch und Spanisch. 46,5 Prozent der Einwohner zählen sich christlichen Religionsgemeinschaften zu.

## Verwaltung
Der Stonnington City Council hat neun Mitglieder, die von den Bewohnern der drei Wards gewählt werden (je drei Councillor pro Ward). Diese drei Bezirke (East, North und South) sind unabhängig von den Stadtteilen festgelegt. Aus dem Kreis der Councillor rekrutiert sich auch der Mayor (Bürgermeister) des Councils.

## Persönlichkeiten
- Jason Donovan (* 1968), Popsänger und Schauspieler
- Damien Parer (1912–1944), Kameramann und Fotograf